# Rhodopina pedongensis
Rhodopina pedongensis là một loài bọ cánh cứng trong họ Cerambycidae.